# Луганська телевежа
Луганська телевежа — телекомунікаційна вежа заввишки 196 м, споруджена у 1958 році в Луганську.
Знаходиться на території самопроголошеної ЛНР.

## Характеристика
Висота вежі становить 196 м. Висота над рівнем моря — 94 м. Радіус потужності покриття радіосигналом становить 65 км. Прорахунок для DVB-T2 — 195 м.

## Радіомовлення
- 91.3 — Люкс FM
- 91.9 — Ретро FM
- 100.4 — Radio ROKS
- 101.1 — Радіо П'ятниця
- 101.8 — Авторадіо
- 102.3 — NRJ
- 102.9 — Русское Радио Україна
- 103.6 — Українське радіо. Пульс
- 104.0 — Хіт FM
- 104.8 — Європа Плюс Луганськ
- 105.5 — Шансон
- 106.1 — Наше Радіо
- 106.9 — Kiss FM
- 107.3 — Radio NV (план)